# Grace and Robert Miller Ranch
Die Grace and Robert Miller Ranch ist ein aus drei Bauwerken bestehender Gebäudekomplex im Tal Jackson Hole im Westen des US-Bundesstaates Wyoming. Er umfasst die ehemalige Residenz von Robert A. Miller, dem ersten Superintendent des Teton National Monument. Das Anwesen ist in Besitz des U.S. Fish and Wildlife Service und befindet sich innerhalb des National Elk Refuge nördlich der Stadt Jackson im Teton County. Der Komplex beinhaltet die Miller Cabin und wurde am 11. Januar 2002 in das National Register of Historic Places aufgenommen. Sie stellt eine Erweiterung des bereits bestehenden Miller-Cabin-Eintrags im National Register of Historic Places dar.
Robert Miller wurde im Jahr 1863 in Wisconsin geboren und ließ sich im Jahr 1885 dauerhaft in Jackson Hole nieder. Als prominenter Bürger vor Ort half Miller 1901 bei der Gründung der Stadt Jackson und war Präsident der örtlichen Bank. Seine Frau war in den 1920er Jahren zwei Mal Bürgermeisterin von Jackson. Miller wurde von Abraham Archibald Anderson, dem Administrator der neu gegründeten Yellowstone Timberland Reserve, ab 1903 zum Administrator der Teton Division des Reservats ernannt und leitete den Betrieb von seiner Hütte aus.
Die ursprüngliche Hütte war Millers Zuhause während seiner Zeit beim United States Forest Service. Das angrenzende zweistöckige Haus diente in den Anfangsjahren als Hauptquartier des National Elk Refuge.

## Belege
1. 1 2 3  Frost, Nedward M.: National Register of Historic Places Inventory Nomination Form: Grace and Robert Miller Ranch. In: National Register of Historic Places Inventory Nomination Form: Grace and Robert Miller Ranch. National Park Service, 30. August 2000, abgerufen am 3. April 2024 (englisch).